# 第27回日劇學院賞
←第26回 - 第27回 - 第28回→
第27回日劇學院賞，為針對2000年10月到12月在日本播出的連續劇之投票與評比。
最佳作品由田村正和所主演的《頑固老爹》獲得。松嶋菜菜子和堤真一以《大和拜金女》獲壓倒性票數；最佳男主角唐澤壽明為首次獲獎，廣末涼子則是連續兩回獲最佳女配角獎。

## 最優秀作品賞
《頑固老爹》
- 讀者票：1.大和拜金女；2.頑固老爹（日语：オヤジぃ）；3.涙をふいて
- 記者票：1.大和拜金女；2.頑固老爹（日语：オヤジぃ）；3.戀愛症候群（日语：ラブコンプレックス）
- 評審票：1.ストレートニュース；2.頑固老爹（日语：オヤジぃ）；3.戀愛症候群（日语：ラブコンプレックス）

## 主演男優賞
唐澤壽明（戀愛症候群）
- 讀者票：1.田村正和（頑固老爹（日语：オヤジぃ））；2.江口洋介（涙をふいて）；3.竹野內豐（真夏的聖誕節（日语：真夏のメリークリスマス））
- 記者票：1.唐澤壽明（戀愛症候群（日语：ラブコンプレックス））；2.三上博史（ストレートニュース）；3.田村正和（頑固老爹（日语：オヤジぃ））
- 評審票：1.三上博史（ストレートニュース）；2.田村正和（頑固老爹（日语：オヤジぃ））；3.唐澤壽明（戀愛症候群（日语：ラブコンプレックス））

## 主演女優賞
松嶋菜菜子（大和拜金女）
- 讀者票：1.松嶋菜菜子（大和拜金女）；2.鈴木亞美（深く潜れ・八犬伝2001）；3.上原多香子（新宿暴走救急隊）
- 記者票：1.松嶋菜菜子（大和拜金女）；2.水前寺清子（教習所物語）；3.鈴木亞美（深く潜れ・八犬伝2001）
- 評審票：1.松嶋菜菜子（大和拜金女）；2.鈴木亞美（深く潜れ・八犬伝2001）；3.高島禮子（擁抱明日（日语：明日を抱きしめて））

## 助演男優賞
堤真一（大和拜金女）
- 讀者票：1.堤真一（大和拜金女）；2.二宮和也（涙をふいて）；3.岡田准一（頑固老爹（日语：オヤジぃ））
- 記者票：1.堤真一（大和拜金女）；2.テリー伊藤（深く潜れ・八犬伝2001）；3.岡田准一（頑固老爹（日语：オヤジぃ））
- 評審票：1.堤真一（大和拜金女）；2.岡田准一（頑固老爹（日语：オヤジぃ））；3.反町隆史（戀愛症候群（日语：ラブコンプレックス））

## 助演女優賞
廣末涼子（頑固老爹）
- 讀者票：1.中谷美紀（真夏的聖誕節（日语：真夏のメリークリスマス））；2.廣末涼子（頑固老爹（日语：オヤジぃ））；3.矢田亞希子（大和拜金女）
- 記者票：1.廣末涼子（頑固老爹（日语：オヤジぃ））；2.木村佳乃（戀愛症候群（日语：ラブコンプレックス））；3.中谷美紀（真夏的聖誕節（日语：真夏のメリークリスマス））
- 評審票：1.廣末涼子（頑固老爹（日语：オヤジぃ））；2.水野美紀（頑固老爹（日语：オヤジぃ））；3.木村佳乃（戀愛症候群（日语：ラブコンプレックス））

## 新人賞
鈴木亞美（深く潜れ・八犬伝2001）

## 服裝造型賞
松嶋菜菜子（大和拜金女）

## 腳本賞
君塚良一（戀愛症候群）

## 配樂賞
武部聰志（戀愛症候群）

## 主題歌賞
MISIA〈Everything〉（大和拜金女）

## 卡司賞
戀愛症候群

## 片頭賞
ストレートニュース

## 監督賞
澤田鎌作、水田成英、田島大輔（戀愛症候群）

## 特別賞
《戀愛症候群》的電腦後製